# Hamilton Cuvi
Hamilton Emilio Cuvi Rivera (Milagro, 5 agosto 1960) è un ex calciatore ecuadoriano, di ruolo centrocampista. Figura al settimo posto della classifica dei realizzatori della Primera Categoría Serie A.

## Caratteristiche tecniche
Giocò come centrocampista, e dimostrò una forte propensione al gioco offensivo, realizzando molte reti.

## Carriera

### Club
Iniziò con l'U.D. Valdez di Milagro, città dove era nato, lasciando la società nel 1982: acquistato dal 9 de Octubre, nel 1983 si mise in evidenza segnando tredici reti in campionato, ripetendosi poi l'anno successivo. Curiosamente, raggiunse la stessa cifra per il terzo anno di seguito nel 1985, stavolta con la maglia del Filanbanco, mentre nel 1986 rimase al di sotto delle dieci reti segnate. Fu nel 1987 che Cuvi ottenne il miglior risultato individuale, piazzandosi primo nella classifica marcatori del campionato con 24 gol, a pari merito con Ermen Benítez e Waldemar Victorino. Nel 1988 invece andò a segno undici volte, lontano dal miglior marcatore, Jânio Pinto dell'LDU Quito, mentre nel 1990 tornò a segnare in doppia cifra, come non era riuscito a fare l'anno precedente. Ripeté lo stesso risultato nel 1991, per la prima volta al Valdez SC, dove rimase per altre tre stagioni, non riuscendo però a mantenere la media realizzativa delle annate passate; nel 1996 si ritirò dal calcio giocato.

### Nazionale
Debuttò in Nazionale il 26 luglio 1983. Fu convocato per la prima volta per una competizione ufficiale in occasione della Copa América 1983, dove giocò due incontri per la sua selezione: nel primo contro il Brasile subentrò a Vásquez, mentre nel secondo, con l'Argentina, giocò tutti i novanta minuti. Quattro anni dopo, Cuvi venne inserito nella lista dei convocati per Argentina 1987; durante la competizione fu stabilmente titolare, giocando per intero entrambe le partite della Nazionale ecuadoriana. Andò inoltre a segno contro il Perù, firmando il vantaggio al minuto numero settantadue. Nell'ultimo torneo ufficiale da lui disputato, Brasile 1989, fu nuovamente una presenza costante, dato che non perse un solo minuto dei quattro incontri disputati dalla sua formazione. La sua ultima presenza internazionale risale al 10 settembre 1989.

## Palmarès

### Individuale
- Capocannoniere della Primera Categoría Serie A: 1

1987 (24 gol)